# Seljonoje (Kaliningrad, Polessk)
Seljonoje (russisch Зелёное, deutsch Gründen und Pareyken (1938–1945 Goldberg (Ostpreußen))) ist ein Ort in der russischen Oblast Kaliningrad. Er gehört zur kommunalen Selbstverwaltungseinheit Stadtkreis Polessk im Rajon Polessk.

## Geographische Lage
Seljonoje liegt vier Kilometer südlich der Stadt Polessk (Labiau) und ist von Tjulenino (Viehof) an der Regionalstraße 27A-024 (ex A190) aus über die Kommunalstraße 27K-174 nach Iwanowka (Adlig Bärwalde) zu erreichen. Die nächste Bahnstation ist der Stadtbahnhof Polessk an der Bahnstrecke Kaliningrad–Sowetsk (Königsberg–Tilsit). Vor 1945 war Pareyken (ab 1938: Goldberg (Opr.)) selber ein Haltepunkt an der Bahnstrecke Tapiau–Labiau (russisch: Gwardeisk–Polessk) der Wehlau–Friedländer Kreisbahnen, die nicht mehr in Betrieb ist.

## Geschichte

### Gründen
Der spätere kleine Ort mit dem später sehr großen Gut Grindes fand im Jahre 1261 seine erste Erwähnung. Im Jahre 1874 kam der Gutsbezirk Gründen zum neu errichteten Amtsbezirk Pareyken (s. u.) im Kreis Labiau. Vor 1908 wurde der Gutsbezirk Grabenhof (heute nicht mehr existent) aus dem Amtsbezirk Groß Friedrichsgraben (ab 1927: „Amtsbezirk Hindenburg“) in den Gutsbezirk Gründen integriert. 241 Einwohner waren 1910 in Gründen registriert. Am 30. September 1928 gab Gründen selber seine Eigenständigkeit auf und wurde in die Landgemeinde Pareyken (s. u.) eingemeindet.

### Pareyken (Goldberg)
Der kleine Ort Paricken wurde im Jahre 1378 gegründet. Am 9. April 1874 wurde Pareyken Amtsdorf und damit namensgebend für einen neuen Amtsbezirk, der – auch nach Umbenennung in „Amtsbezirk Schakaulack“ im Jahre 1931 – bis 1945 bestand und zum Kreis Labiau im Regierungsbezirk Königsberg der preußischen Provinz Ostpreußen gehörte. Spätestens seit 1883 unterschied man in den Gutsort Adlig Pareyken und die Landgemeinde Pareyken, über deren jeweilige Größe die Einwohnerzahlen von 1910 Auskunft geben: in Adlig Pareyken lebten 123, in der Gemeinde Pareyken lediglich 9 Menschen.
Am 30. September 1928 wurden sowohl der Gutsbezirk Adlig Pareyken als auch der Nachbargutsbezirk Gründen (s. o.) in die Landgemeinde Pareyken eingegliedert. Deren Einwohnerzahl stieg bis 1933 auf 410 und belief sich 1939 noch auf 387. Am 3. Juni 1938 (mit amtlicher Bestätigung vom 16. Juli 1938) erhielt Pareyken den neuen Namen „Goldberg“, der den Ideologen seinerzeit deutschgemäßer vorkam.

#### Amtsbezirk Pareyken/Schakaluack (1874–1945)
Zum Amtsbezirk Pareyken gehörten bei seiner Errichtung im Jahre 1874 14 Gutsbezirke (GB) bzw. Landgemeinden (LG):
| Name                 | Änderungsname 1938–1945 | Russischer Name | Bemerkungen                                                     |
| -------------------- | ----------------------- | --------------- | --------------------------------------------------------------- |
| Alt Pustlauken (LG)  | Hallenau                | Lugowoje        | 1935 in die Gemeinde Pustlauken eingegliedert                   |
| Christoplacken (GB)  |                         | Brigadnoje      | 1928 in die LG Theut (Amtsbezirk Legitten) eingegliedert        |
| Glückshöfen (GB)     |                         |                 | 1928 in die Landgemeinde Kreutzweg eingegliedert                |
| Gründen (GB)         |                         | Seljonoje       | 1928 in die LG Pareyken eingegliedert                           |
| Jourlauken (GB)      | Kleinkreuzweg           |                 | 1928 in die LG Kreutzweg eingegliedert                          |
| Kreutzweg (LG)       | Kreuzweg                |                 |                                                                 |
| Labiau, Mühle (GB)   |                         |                 | vor 1883 in die Stadtgemeinde Labiau eingegliedert              |
| Labiau, Schloss (GB) |                         |                 | vor 1883 in die Stadtgemeinde Labiau eingegliedert              |
| Needau (LG)          |                         | Malaja Lipowka  | 1928 in die LG Schakaulack (Amtsbezirk Scharlack) eingegliedert |
| Neu Pustlauken       | Hallenau                | Lugowoje        | 1935 in die Gemeinde Pustlauken eingegliedert                   |
| Pareyken (GB)        | Goldberg (Ostpr.)       | Seljonoje       |                                                                 |
| Stellienen (GB)      | Deimetal                | Lugowoje        |                                                                 |
| Viehof, Domäne (GB)  |                         | Tjulenino       | 1928 in die Stadtgemeinde Labiau eingegliedert                  |
| Westenhöfen (GB)     |                         |                 | 1928 in die LG Kreutzweg eingegliedert                          |
| ab 1931: Schakaulack |                         | Malaja Lipowka  | bis 1931: Amtsbezirk Scharlack                                  |

Am 1. Januar 1945 gehörten zum inzwischen umbenannten „Amtsbezirk Schakaulack“ aufgrund der diversen Umstrukturierungen noch fünf Gemeinden: Deimetal, Goldberg, Hallenau, Kreuzweg und Schakaulack, von denen heute nur noch der Ort Goldberg als Seljonoje existiert.

### Seljonoje
Die beiden Orte Gründen und Pareyken (Goldberg) kamen 1945 in Folge des Zweiten Weltkriegs mit dem nördlichen Ostpreußen zur Sowjetunion. Sie blieben durch den im Jahr 1950 erhaltenen russischen Namen Seljonoje zusammengefasst. Gleichzeitig wurde Seljonoje dem Dorfsowjet Mordowski selski Sowet, dem späteren Tjuleninski selski Sowet, im Rajon Polessk zugeordnet. Von 2008 bis 2016 gehörte der Ort zur Landgemeinde Turgenewskoje selskoje posselenije und seither zum Stadtkreis Polessk.

## Kirche
Gründen und Pareyken resp. Goldberg hatten vor 1945 eine überwiegend evangelische Bevölkerung, und so waren beide Orte in das Kirchspiel der Kirche Groß Legitten (heute russisch: Turgenewo) eingepfarrt. Es gehörte zum Kirchenkreis Labiau in der Kirchenprovinz Ostpreußen der Kirche der Altpreußischen Union. Die Verbindung zur heute Kirche Turgenewo genannten Gemeinde ist für Seljonoje geblieben. Dort entstand in den 1990er Jahren eine neue evangelisch-lutherische Gemeinde, deren Pfarrei die der Auferstehungskirche in Kaliningrad (Königsberg) ist, der Hauptkirche der Propstei Kaliningrad der Evangelisch-lutherischen Kirche Europäisches Russland.